# Touch and Go Records
Touch and Go Records es un sello discográfico independiente fundado en 1981 por Tesco Vee, Dave Stimson y Corey Rusk en Chicago, con el propósito de trabajar e impulsar la emergente escena local de indie rock, noise rock y math rock del este de Estados Unidos.

## Catálogo de bandas
- Arcwelder
- Big Black
- Black Heart Procession
- Blonde Redhead
- Brick Layer Cake
- Bad Livers
- Brainiac
- Butthole Surfers
- Calexico
- CocoRosie
- Didjits
- Dirty Three
- Don Caballero
- Enon
- The Ex
- The For Carnation
- Girls Against Boys
- The Jesus Lizard
- Killdozer
- Laughing Hyenas
- Lee Harvey Oswald Band
- Man or Astro-man?
- Mekons
- Naked Raygun
- Negative Approach
- The New Year
- Nina Nastasia
- P.W. Long
- Pinback
- Polvo
- Quasi
- Rachel's
- Rapeman
- Scratch Acid
- Shellac
- Silkworm
- Slint
- Tar
- Tara Jane ONeil
- Ted Leo and the Pharmacists
- TV on the Radio
- Urge Overkill
- Uzeda
- Void
- Yeah Yeah Yeahs